# Palaeoloxodon mnaidriensis
A Palaeoloxodon mnaidriensis, régebben Elephas mnaidriensis az emlősök (Mammalia) osztályának ormányosok (Proboscidea) rendjébe, ezen belül az elefántfélék (Elephantidae) családjába tartozó fosszilis faj.
2016-ban, miután nukleinsavas DNS-vizsgálatokat végeztek az élő és kihalt elefántfélék között, a genetikusok rájöttek, hogy a Palaeoloxodonták valójában a Loxodontákal és nem pedig az Elephasokkal állnak közelebbi rokonságban.

## Tudnivalók
A Palaeoloxodon mnaidriensis Szicíliában és Máltában fordult elő, a pleisztocén korban. Valószínűleg a pleisztocén kor vége felé - körülbelül 110 000 évvel ezelőtt -, a Würm-glaciális ideje alatt vándorolhatott a részben kiszáradt - legalábbis 100 méterrel alacsonyabb vízszintű - Földközi-tenger medencéjén keresztül Szicíliára és Máltára. A Palaeoloxodon mnaidriensis nem alfaja és nem is szigeti törpe változata az európai erdei őselefántnak (Palaeoloxodon antiquus).
Ennek az ősormányosnak a marmagassága 1,8-2 méter és testtömege körülbelül 1100-1700 kilogramm lehetett.

## Képek

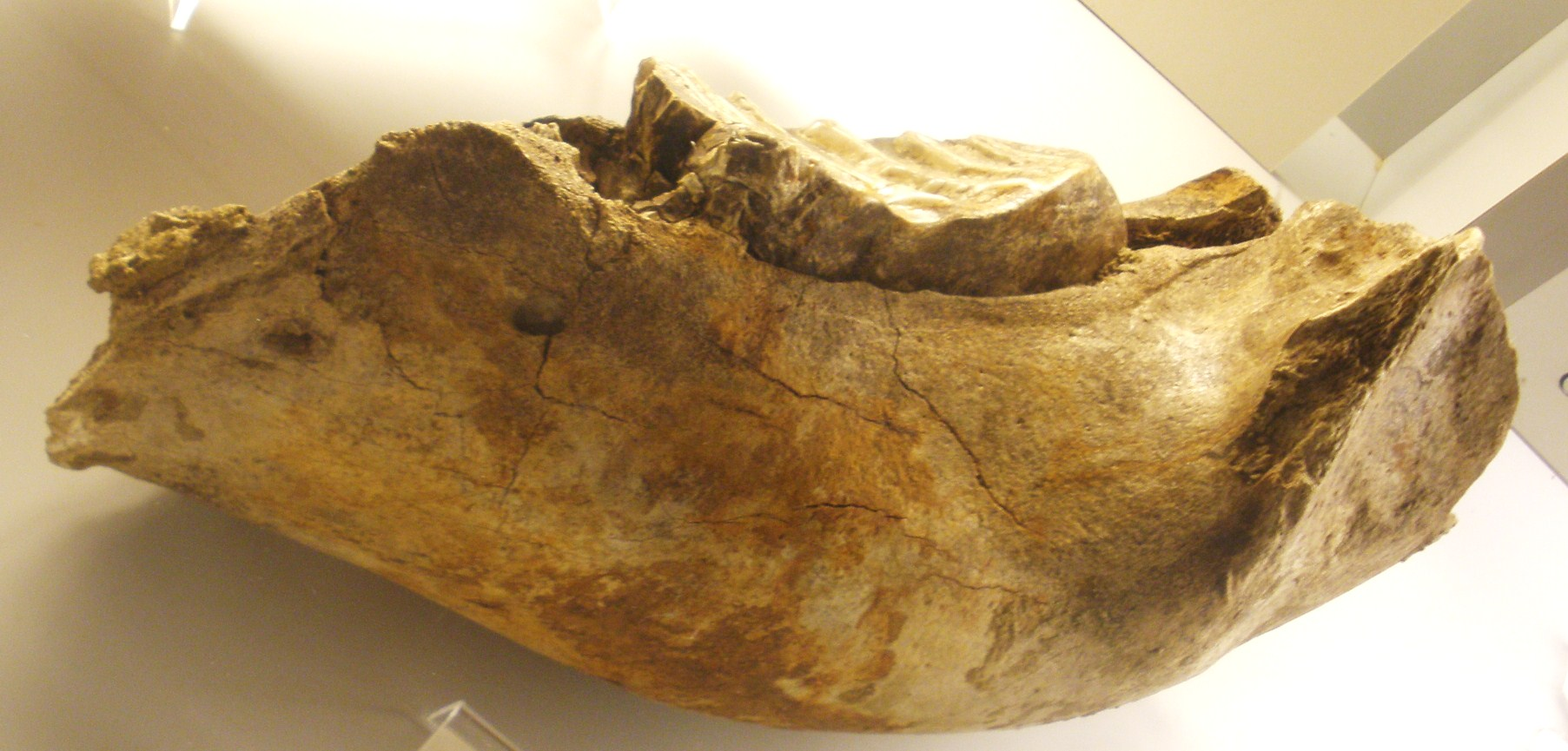
Az állkapcsa
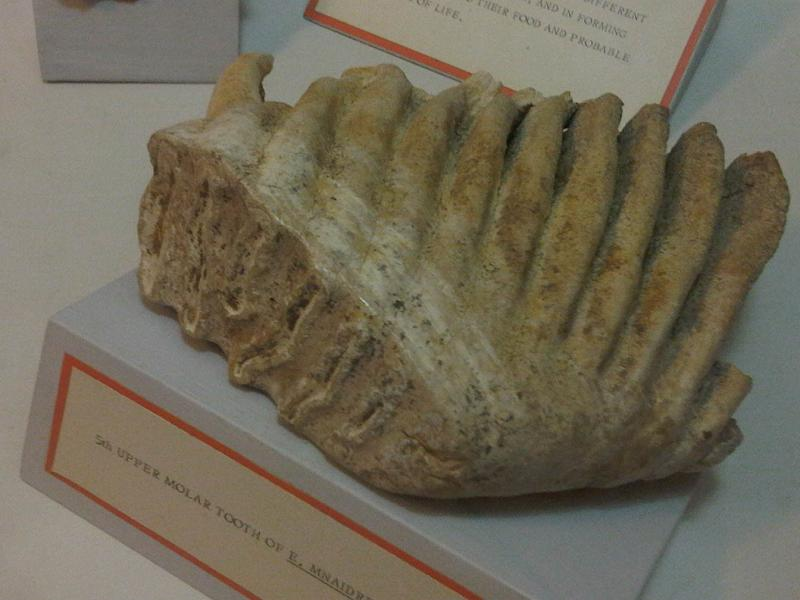
Az ötödik felső nagyőrlő foga

## Fordítás
- Ez a szócikk részben vagy egészben  a   Palaeoloxodon mnaidriensis című angol Wikipédia-szócikk ezen változatának fordításán alapul.  Az eredeti cikk szerkesztőit annak laptörténete sorolja fel. Ez a jelzés csupán a megfogalmazás eredetét és a szerzői jogokat jelzi, nem szolgál a cikkben szereplő információk forrásmegjelöléseként.